# Kefersteinia graminea
Kefersteinia graminea är en orkidéart som först beskrevs av John Lindley, och fick sitt nu gällande namn av Heinrich Gustav Reichenbach. Kefersteinia graminea ingår i släktet Kefersteinia och familjen orkidéer. Inga underarter finns listade i Catalogue of Life.

## Bildgalleri

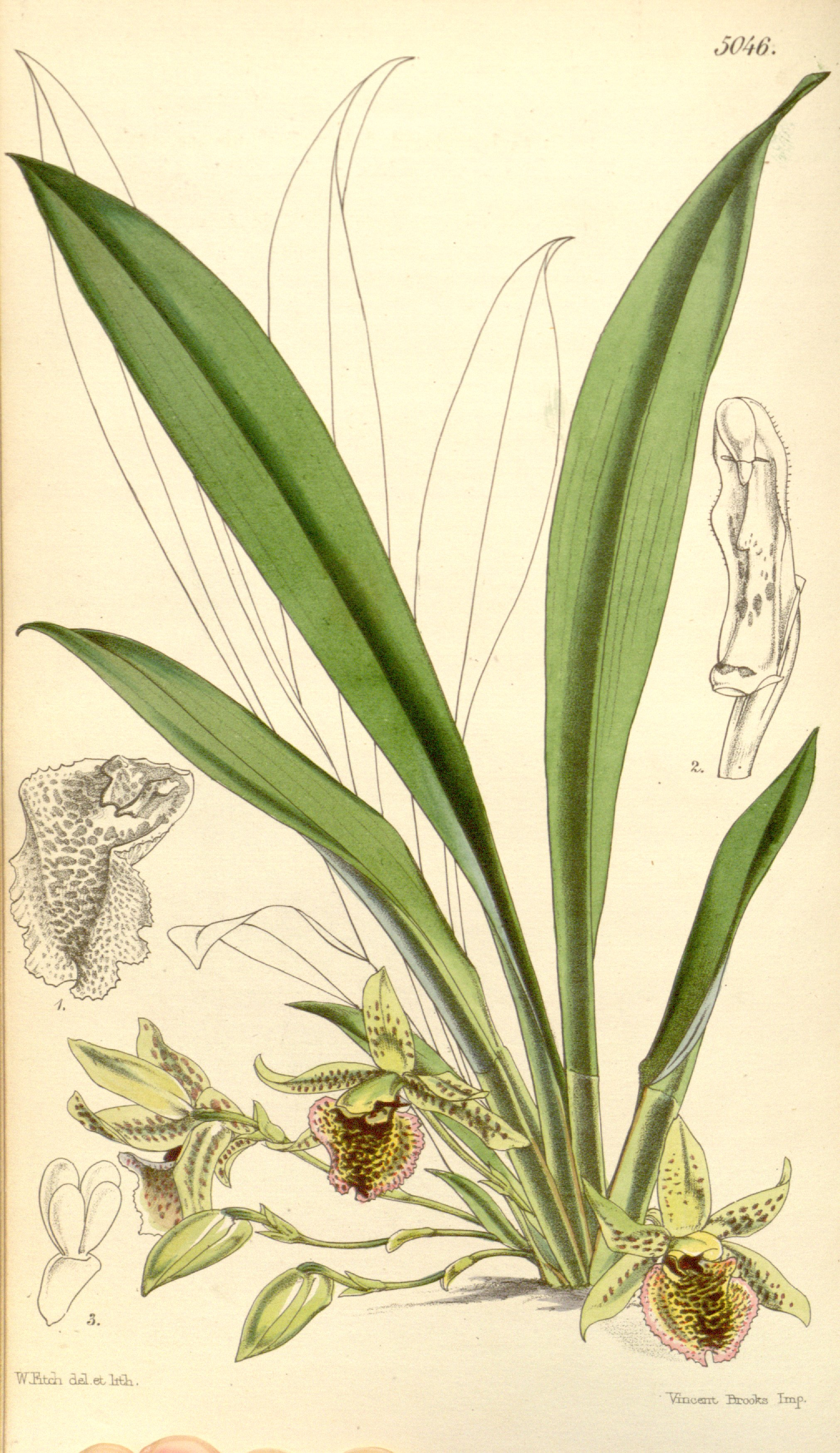
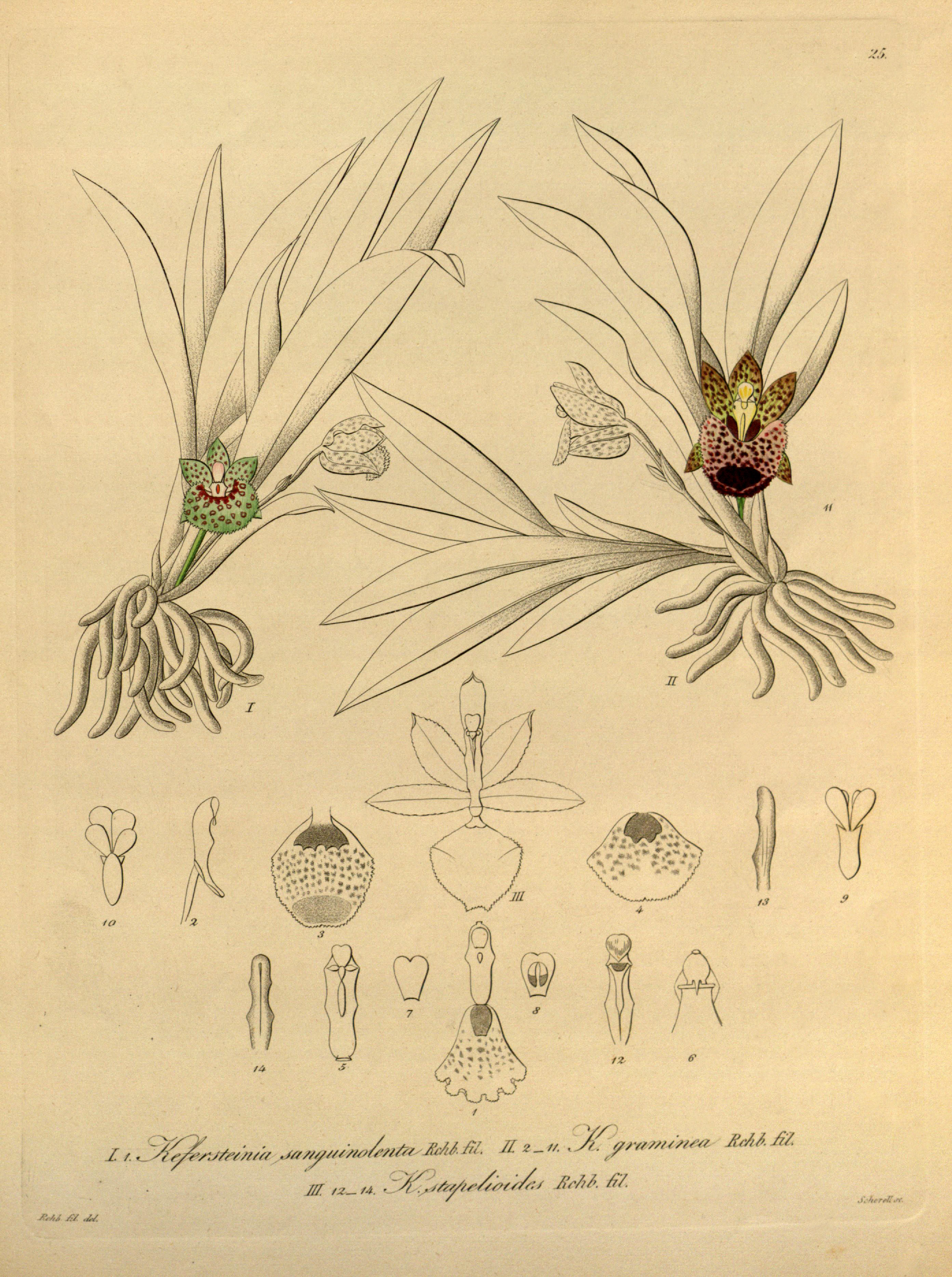
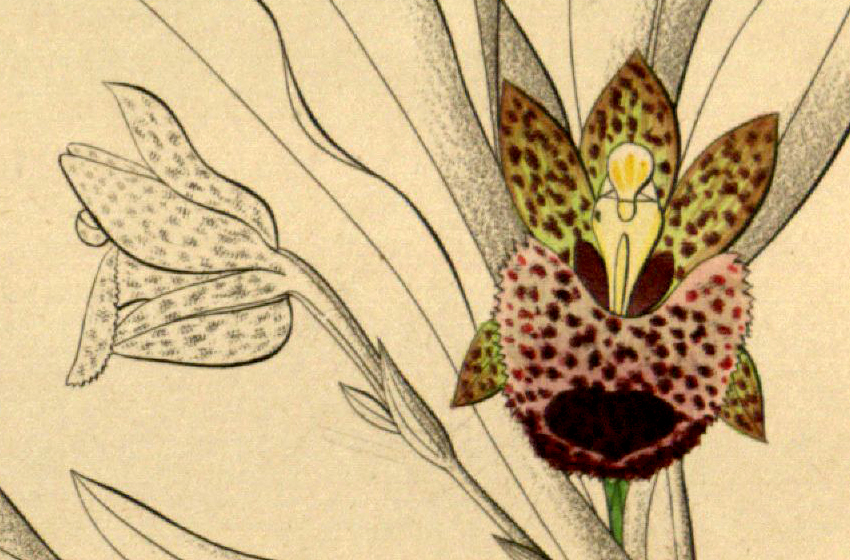
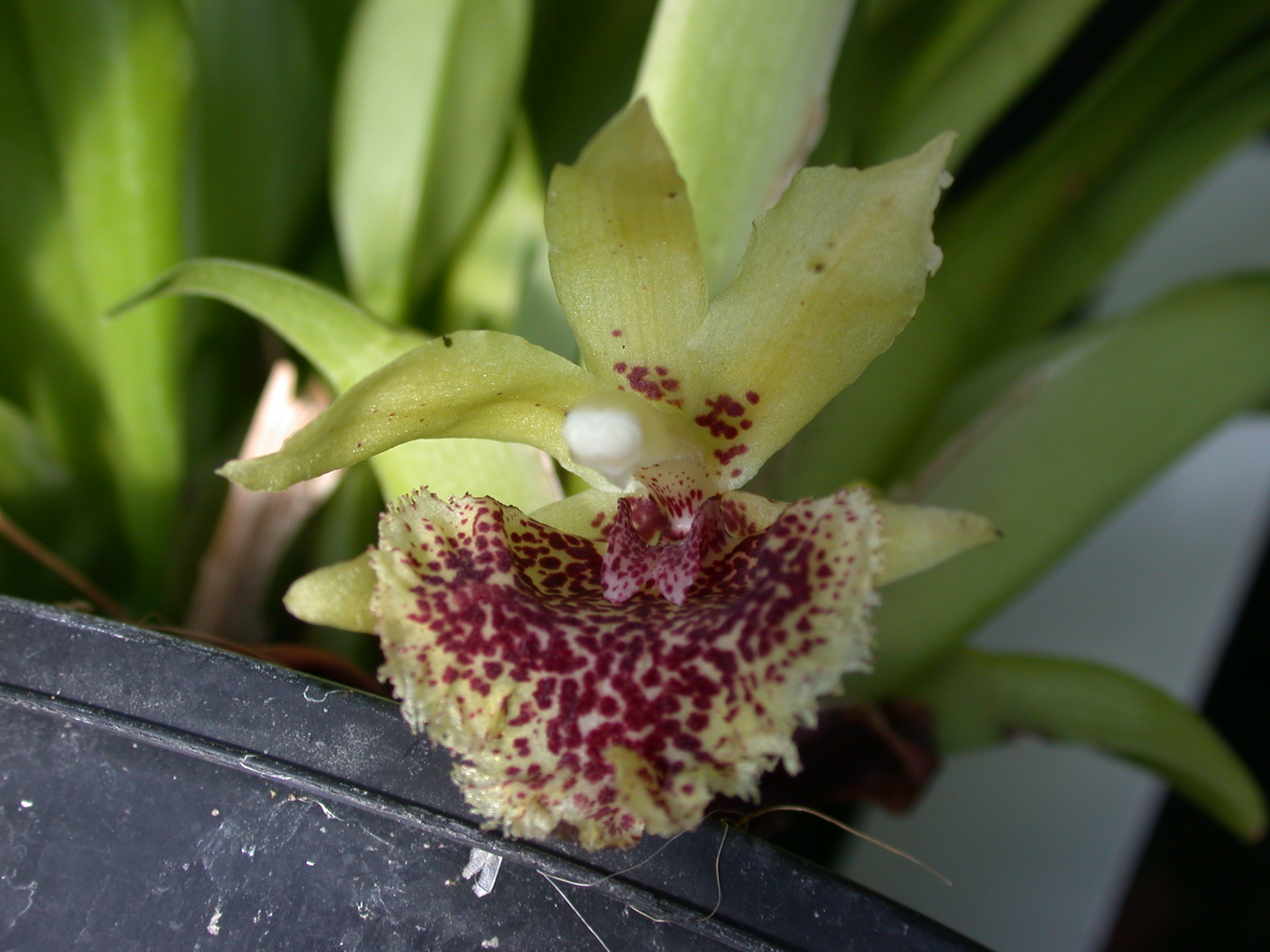